# 大川俊道
大川 俊道（おおかわ としみち、1957年4月2日 - ）は、日本の脚本家・映画監督である。茨城県出身。通り名は「おおかわ しゅんどう」。

## 略歴
茨城県立水戸第一高等学校を経て、1980年明治大学法学部卒業。後輩に室賀厚、松山鷹志、園田英樹らがいる。在学中は映画研究会で自主製作活動に没頭する傍ら、アルバイトとして東映本社7階の販促課に勤務。同時期に宣伝部でアルバイトをしていたのが尾形敏朗。販促課の前は東映セントラルフィルムの事務所だった。また文芸事務所ブローバック・プロにも出入りし、ドラマ『西部警察』の脚本製作に関わる。その後、日本テレビに持ち込んだシナリオが採用され、80年代の『太陽にほえろ!』で脚本家としてデビューした。以降、主にアクションものの脚本を多数手掛ける。89年には『あいつがトラブル』のメイン脚本を担当した。
1989年、東映Vシネマ第一作『クライムハンター 怒りの銃弾』で映画監督としてもデビュー。同作はシリーズ化され、日本映画として類を見ない本格的ガンアクション映画として高い評価を獲得し、以降もコンスタントに監督作品を発表している。
その後、同業の柏原寛司、室賀厚とともに映画制作会社「KOM」を共同経営している。

## 作品

### 実写
- 太陽にほえろ!（1981年 - 1986年）
- 誇りの報酬（1985年 - 1986年）
- セーラー服反逆同盟（1986年 - 1987年）
- あぶない刑事（1986年 - 1989年、1996年、1998年、2005年）
- ジャングル（1987年 - 1988年）
- 劇場版あぶない刑事（1987年） 柏原寛司と共同執筆
- ハングマンGOGO（1987年）
- ベイシティ刑事（1987年 - 1988年）
- またまたあぶない刑事（1987年） 柏原寛司と共同執筆
- ハロー!グッバイ（1989年）
- あいつがトラブル（1989年）
- 刑事貴族（1990年 - 1992年）
- 裏刑事-URADEKA-（1992年）
- はだかの刑事（1993年）
- 電光超人グリッドマン（1993年） - 19話、27話
- SCORE（1995年）
- 四姉妹物語（1995年）
- JINGI 仁義シリーズ (OV) （1995年 - 2006年）
- 本気!シリーズ (OV) （1995年 - 2003年）
- あぶない刑事リターンズ（1996年） 柏原寛司と共同執筆
- FiVE（1997年）
- あぶない刑事フォーエヴァー THE MOVIE（1998年） 柏原寛司と共同執筆
- 超星神グランセイザー（2003年） シリーズ構成
- まだまだあぶない刑事（2005年） 柏原寛司と共同執筆
- 太陽の傷（2006年）
- ハンチョウ〜神南署安積班〜 シリーズ2-4（2009年 - 2011年）
- ハンチョウ〜警視庁安積班〜 （2012年 - 2013年）
- 警視・深町征爾「狼は天使の匂い」（2012年）
- 警視・深町征爾2「殺人者にラブソングを」（2013年）
- 25 NIJYU-GO（2014年） 柏原寛司、岡芳郎、ハセベバクシンオーと共同執筆
- クロスロード（2016年）
- 警視庁捜査一課9係 season11（2016年）
- 日曜プライム「CHIEF〜警視庁IR分析室〜」（2018年）
- 月曜名作劇場「警視庁東京湾臨海署〜安積班」（2019年）
- 帰ってきた あぶない刑事（2024年） 岡芳郎と共同執筆[3]

### 映画監督
- クライムハンター 怒りの銃弾（1988年）
- クライムハンター2 裏切りの銃弾（1989年）
- クライムハンター3 皆殺しの銃弾（1990年）
- サニー・ゲッツ・ブルー（1991年）
- Sloppy Jo & The Heartbreak Company（1992年）
- NOBODY（1994年）
- ワニ女の逆襲（2000年）
- ダブル・デセプション〜共犯者（2001年）
- KILLERS キラーズ（『CANDY』）（2002年）
- クライムハンター蘇る銃弾（2008年）

### アニメーション
- キャッツ・アイ（1983年 - 1985年）
- ルパン三世 PARTIII（1984年 - 1985年）
- ダーティペア（1985年）
- マシンロボ クロノスの大逆襲（1986年 - 1987年）
- シティーハンター（1987年 - 1989年）
- 超電動ロボ 鉄人28号FX（1992年 - 1993年）
- 怪盗セイント・テール（1995年 - 1996年）
- ヴァイスクロイツ <OVA> （1999年）
- こちら葛飾区亀有公園前派出所 THE MOVIE（1999年）
- こちら葛飾区亀有公園前派出所 THE MOVIE2 UFO襲来! トルネード大作戦!!（2003年）
- ルパン三世 盗まれたルパン 〜コピーキャットは真夏の蝶〜（2004年）
- 無限戦記ポトリス（2003年）
- サムライガン（2004年）
- モンキーパンチ漫画活動大写真（2004年）
- リリー・フランキーのおでんくん（2005年）
- 甲虫王者ムシキング スーパーバトルムービー 〜闇の改造甲虫〜（2007年）
- BUZZER BEATER <日本テレビ版> （2007年） シリーズ構成
- ルパン三世 GREEN vs RED（2008年）
- ルパン三世 sweet lost night 〜魔法のランプは悪夢の予感〜（2008年）
- ゴルゴ13（2008年 - 2009年）
- ルパン三世 the Last Job（2010年）
- 名探偵コナン（2016年～）
- ベイブレードバースト ゴッド（2017年～）
- ベイブレードバースト 超ゼツ（2018年～）
- ベイブレードバースト・ダイナマイトバトル（2021年～）

### 漫画原作
- SEXYルパンIII（1984年、作画：モンキー・パンチ）
- キャンディ（2002年、ヤングマガジン、作画・山口かつみ）
- リベンジャー（2006年、漫画ゴラクネクスター、作画・山口正人）

### 映画出演
- 猫の息子
- 練鑑ブラザーズ ゲッタマネー!
- 立喰師列伝

## 雑誌記事
- TVぴあ No.110（1992年2月） - 日テレアクションドラマの特集にコメント。好きな作品に『太陽にほえろ!』『大都会 PARTII』『大追跡』を挙げる。
- TVぴあ No.114（1992年4月） - 『探偵物語』特集に「優作と、ロング・グッドバイ」を寄稿。

## 関連人物
- 小川英
- 柏原寛司
- 室賀厚
- 萩原健一
- 黒沢直輔
- 長野洋
- 竹林進
- 市川森一
- 鎌田敏夫
- 又野誠治